# Calpenia takamukui
Calpenia takamukui là một loài bướm đêm thuộc phân họ Arctiinae, họ Erebidae.